# 徐知谏
徐知谏（？—931年），五代十国年间杨吴摄政徐温亲生第四子。
徐知谏幼时爽悟，喜好文墨。徐温的儿子里，他最为雅循。他大哥徐知训和他二哥徐知询都对徐温的养子徐知诰没有礼貌，唯独徐知谏对徐知诰以兄礼相待。徐知训曾邀请徐知诰喝酒，悄悄埋伏了甲兵，准备杀死徐知诰，徐知谏暗踩徐知诰的脚以示意，徐知诰假装起来上厕所而逃走。朱瑾杀死徐知训，徐温于918年七月廿七日，任命徐知诰为淮南节度行军副使、内外马步都军副使、通判府事，兼江州团练使。徐知谏暂管润州团练。929年，徐知诰利用权柄召调徐知询入吴国朝廷，徐知谏参与了策划。在大和年间，徐知谏为镇南军节度使、同平章事。931年九月，镇南军节度使、同平章事徐知谏在任上过世。杨溥命徐知询代之，封东海郡王。赴任途中，他遇到徐知谏的丧車，抚摸着棺材，哭着说：“弟弟你用心如此，我也没什么好遗憾的，但你有何面目见先王于地下！”